# اس‌اس وورتینگ
اس‌اس وورتینگ (به انگلیسی: SS Worthing) یک کشتی است که طول آن 300 ft می‌باشد. این کشتی در سال ۱۹۲۸ ساخته شد.